# Manuel Nin
Manuel Nin i Güell, également connu sous le nom de Manuel Nin, né le 20 août 1956, est l'exarque apostolique de l'Église grecque-catholique hellène depuis 2016,.

## Biographie
Manuel Nin est né dans la ville d'El Vendrell dans la province catalane de Tarragone (Espagne). Il commence l'école primaire dans sa ville natale, puis ses études secondaires au Colégio la Salle à Reus. Après avoir terminé sa scolarité, il entre à l'Abbaye de Montserrat en tant que candidat le 20 septembre 1975, où il est reçu au noviciat de l'Ordre de Saint-Benoit, en avril suivant. Il a prononcé ses vœux temporaires le 26 avril 1977 et ses vœux solennels le 18 octobre 1980,. Il commence ensuite ses études jusqu'à son baccalauréat en théologie, au séminaire de Montserrat, pendant lesquelles sa spécialisation se situe dans les langues classiques (latin, grec et syriaque).
Après avoir terminé son noviciat, Manuel Nin est envoyé étudier à Rome, en 1984, où il poursuit une licence en Patristique à l'Institut Patristique de l'Augustinianum, en plus d'une thèse à l'Institut pontifical oriental et d'une autre sur la liturgie bénédictine à l'Institut liturgique pontifical. En même temps, il poursuit sa formation monastique à l'Athénée pontifical Saint-Anselme, un centre international d'études pour l'ordre bénédictin.[réf. nécessaire] En achevant ses travaux théologiques en 1987, il se rapproche de sa communauté monastique de Montserrat, où il est affecté à l'enseignement de la théologie, la Patristique et à l'introduction de la liturgie chrétienne orientale.
Manuel Nin revient à Rome, en 1989, pour travailler sur sa thèse de doctorat. Il termine sa thèse portant sur un religieux grec du Ve siècle, intitulé "John the Solitary: The Five Discourses on the Beatitudes" à la fin 1991[réf. nécessaire]. Par ailleurs, il reste à Rome, enseignant aux différents instituts liés à son domaine d'études.
En 1994, Manuel Nin est nommé conseiller à la Congrégation pour les églises orientales, qui supervise les interactions de ces églises particulières avec le Saint-Siège. En janvier 1996, alors qu'il est toujours moine, il est affecté au personnel du Collège pontifical grec de Saint Athanase, devenant sa résidence, en tant que directeur spirituel. À cette époque}, il décide d'entrer dans les ordres en étant ordonné diacre à Rome, le 22 novembre 1997. Le 18 avril de l'année suivante, il est ordonné prêtre par le cardinal Lluís Martínez i Sistach, archevêque de Tarragone. De plus, il est honoré du titre d'archimandrite par l'archevêque melkite, Pierre Mouallem (de), l'année suivante.
Il devient recteur du Collège pontifical grec de Rome le 26 septembre 2013,.
Le 2 février 2016, il est nommé exarque apostolique de l'Église grecque-catholique hellène par le pape François,, tout en étant consacré évêque titulaire de Carcabia (de),. Il succède à Dimítrios Saláchas,. Il est à la tête de la petite communauté catholique grecque de rite byzantin, comptant plusieurs milliers de personnes réparties sur l'ensemble de la Grèce, environ 6 000 personnes dont un peu moins de 1 000 Grecs. Trois exarques grecs orthodoxes s'élèvent contre cette nomination, estimant que cette juridiction catholique n'a pas lieu d'être.
Polyglotte, Manuel Nin parle le catalan, l'espagnol, le syriaque, le grec, l'italien, le français, et l'anglais.